# Теофан Касандрийски
Теофан (на гръцки: Θεοφάνης, Теофанис), е гръцки духовник, митрополит на Константинополската патриаршия от XVII век.

## Биография
Теофан става епископ на Ардамерската епархия - негов подпис като Теофан Ардамерски стои под сигилийното писмо на патриарх Кирил I Лукарис, с което солунският манастир Влатадес се подчинява на Иверския манастир. В 1651 година Теофан е изпратен в Пловдив за събирания на Патриаршията.
На 5 юни 1651 година Теофан бивш епископ Ардамерски и Галатищки е избран за архиепископ на Касандрийската епархия.